# Резервуарне «дихання»
Резервуарне «дихання» (англ. tank breathing; нім. Behälteratmung f) — вхід повітря в газовий простір резервуара і вихід з нього газоповітряної суміші в атмосферу. Розрізняють велике і мале резервуарне «дихання». Велике резервуарне «дихання» виникає при спорожненні і наповненні резервуара нафтою, а мале — при зміні температури і тиску протягом доби при постійному рівні нафти в резервуарі.